# Mare Tranquillitatis

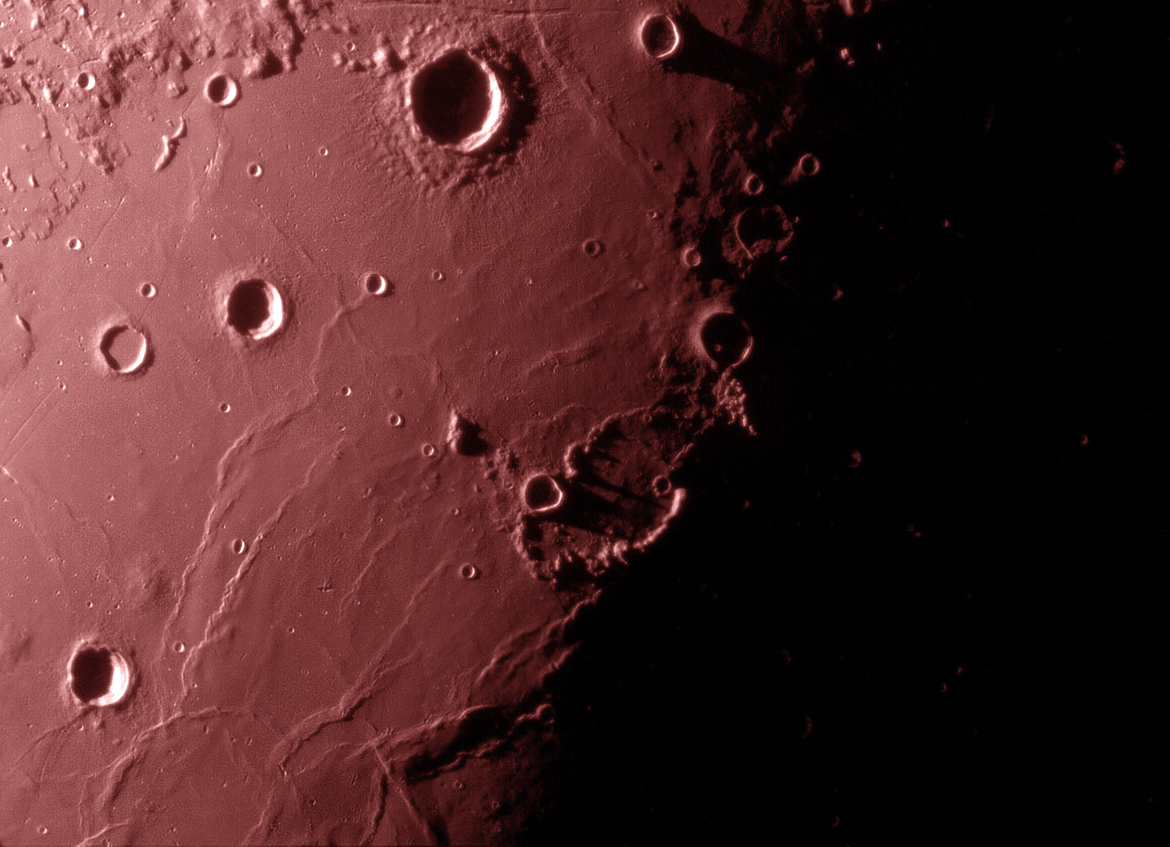
El Mare Tranquillitatis a la Lluna. Imatge cortesia del NOT i el SO: M. Gålfalk, G. Olofsson, i H.-G. Florén

El Mare Tranquillitatis («mar de la tranquil·litat») és un mar lunar que es troba a la Conca Tranquillitatis de la Lluna. El material del mar a la conca està constituït per basalts intermedis i recents de l'Imbrià superior i té una superfície de 876 km. Les muntanyes que l'envolten pertanyen a l'Imbrià inferior, però la conca en si és probablement prenectariana. La conca té uns marges irregulars i no té una estructura multianul·lar definida. La topografia irregular de la conca i el terreny que l'envolta és causada per la intersecció de les conques dels mars Tranquillitatis, Nectaris, Crisium, Fecunditatis i Serenitatis amb dos anells de la conca de l'Oceanus Procellarum. El Palus Somni, a la vora nord-oriental del mar, està emplenat amb basalt provinent del Mare Tranquillitatis.
Aquest mar té un lleuger to blavós respecte a la resta de la Lluna i destaca bastant bé quan es processa el color i s’extreu de múltiples fotografies. El color es deu probablement a un major contingut de metalls al sòl i roques basàltiques.

## Origen del nom
El primer astrònom a assignar un nom a aquest mar lunar va ser Michael van Langren, flamenc a el servei de Felip IV de Castella, en la seva obra Lumina Austríaca Philippica de 1645. Van Langren el va anomenar "Mare Belgicum", un dels noms clàssics de la Mar del Nord. Johannes Hevelius, en el seu mapa lunar de 1647, el va anomenar "Pontus Euxinus", nom clàssic de la Mar Negre.
El nom de "Mare Tranquillitatis" va ser atorgat en 1651 pels astrònoms jesuïtes Francesco Grimaldi i Giovanni Battista Riccioli en el seu Almagestum novum, i és el que ha perdurat fins avui.

## Aterratges
El 1965, la sonda espacial Ranger 8 col·lidí amb el Mare Tranquillitatis després de transmetre 7.137 fotografies de la Lluna durant els últims 23 minuts de la seva missió.
Aquest mar també fou el lloc on aterrà el mòdul lunar de l'Apollo 11, el primer viatge tripulat a la Lluna. El punt d'aterratge, situat a 0.8° N, 23.5° E, rebé el nom de Statio Tranquillitatis, i tres petits cràters al nord de la base foren anomenats Aldrin, Collins i Armstrong, en honor dels astronautes de l'Apollo 11. Després d'una anàlisi radiomètrica de les roques es va establir que tenien una antiguitat d'entre 3,6 i 3,8 milions d'anys.